# Malchin, Uvs
Malchin (tiếng Mông Cổ: Малчин) là một sum của tỉnh Uvs ở Mông Cổ. Vào năm 2008, dân số của sum là 2.502 người.

## Địa lý
Sum có diện tích khoảng 4.000 km2. Trung tâm sum, Tsalgar, nằm cách tỉnh lỵ Ulaangom 102 km và thủ đô Ulaanbaatar 1.300 km.

### Khí hậu
Malchin có khí hậu bán khô hạn. Nhiệt độ trung bình hàng năm trong khu vực là −1 °C. Tháng ấm nhất là tháng 7, khi nhiệt độ trung bình là 22 °C và lạnh nhất là tháng 1, với −24 °C. Lượng mưa trung bình hàng năm là 257 mm. Tháng ẩm ướt nhất là tháng 8, với lượng mưa trung bình là 53 mm, và khô nhất là tháng 3, với 4 mm.

## Hành chính
Sum được chia thành 4 bag (xã):
- Bayanmandal
- Tsalgar
- Bayankhairkhan
- Bayan-Erdene

## Kinh tế
Sum có một trường học, bệnh viện, trung tâm thương mại và nhà văn hóa.